# Гарчак (город)
Гарчак (перс. قرچک‎) — город на юге остана Тегеран, в шахрестане Гарчак.

## Современное состояние города
Гарчак был провозглашен городом в 1977 г. и начал быстро расти и развиваться, что связано с большим количеством печей по обжигу кирпича в городе. Кирпич Гарчака активно использовался для строительства различных зданий в Тегеране. Поэтому в город прибывал народ со всего Ирана: из Иранского Азербайджана, Хорасана, Курдистана, Илама… В результате население города стало этнически исключительно пестрым. Во время нестабильности в Афганистане и Ираке в 1980-е гг. город также принял множество афганцев и иракцев. Примерно треть населения Гарчака переселилась из Тегерана благодаря тому, что в городе несравнимо ниже цены на жилье, чем в столице.

## Достопримечательности
В городе очень много мечетей и хосейний. В городском районе Бакырабад существует известный мост, на котором погибли участники Вераминского восстания 1963 г. против шахского режима. Сам этот мост построен в период правления Реза-шаха Пехлеви.

## Демографическая динамика
Согласно данным трех последних иранских переписей, население Гарчака составляло: на 25 октября 1996 г. — 142690 человек, на 25 октября 2006 г. — 174006 человек, и на 24 октября 2011 г. — 191588 человек. Эти данные означают достаточно быстрый рост населения города. Так, среднегодовые общие темпы прироста населения за 1996—2006 гг. в среднем за год составили 2,0 %, а за 2006—2011 гг. — 1,9 %, то есть, они практически не изменились. Относительно высокая скорость прироста населения всё ещё гораздо ниже многих других городов провинции Тегеран (например, города Малард, где население за 1996—2006 гг. росло исключительно высоким темпом — 10,0 % в год, или в пять раз больше, чем в Гарчаке). Это означает, что рождаемость в городе была гораздо ниже, чем многих других городов провинции, и миграционный приток тоже был несравнимо ниже. Но вместе с тем, здесь не было резкого снижения темпов роста населения, как наблюдалось, например, в том же Маларде — с 10 до 4,9 % за 2006—2011 гг. Это объясняется тем, что рождаемость и миграция в городе и так находилась на умеренном уровне, а значит, резервы для падения этих двух показателей были куда меньшими, чем у многих других городов остана Тегеран.
Что касается абсолютных темпов роста населения Гарчака, то они составили в 1996—2006 гг. — примерно 3100 человек, а в 2006—2011 гг. — примерно 3500 человек. То есть, абсолютные темпы роста имели тенденцию к повышению. График роста населения Гарчака в настоящее время[когда?] представляет собою фактически прямую линию, что свидетельствует об отсутствии серьёзных изменений в его темпах роста на протяжении рассматриваемых 15 лет. Место города по численности населения изменялось за 1996—2011 гг. следующим образом: в 1996 г. он ещё занимал весьма высокое 3-е место, но в 2006 г. опустился до 8-го, а в 2011 г. — оказался только лишь на 9-м, опустившись за эти 15 лет на 6 позиций. Это означает, что большинство крупных городов росли гораздо быстрее Гарчака. Если сравнить Гарчак с Тегераном, то абсолютное отставание Гарчака от Тегерана постоянно росло: в 1996 г. оно составляло 6616,1 тыс. человек, в 2006 г. — 7623,5 тыс., а в 2011 г. — уже целых 7962,5 тыс. У других больших городов данного остана абсолютный показатель отрыва от Тегерана тоже рос, но далеко не так заметно. Если принять население Тегерана за 100 %, то в 1996 г. население Гарчака составило 2,1 % от тегеранского, в 2006 г. — 2,2 % (+ 0,1 %), а в 2011 г. — 2,3 % (+0,1 %). То есть, относительная доля населения Гарчака по отношению к тегеранскому хоть и увеличивалась, но крайне медленно. Это означает, что у обоих городов примерно одинаковые темпы роста населения, а значит и рождаемости. То есть, у Гарчака и Тегерана рождаемость уже в 1990-х гг. была гораздо более низкой, чем у многих крупных городов остана Тегеран, и уже в конце 2000-х гг. она там стабилизировалась на относительно небольшом уровне, в то время как остальные города начали испытывать её резкое снижение.